# 金星-D
金星-D (俄语：Венера-Д, 發音：[vʲɪˈnʲɛrə ˈdɛ])是俄罗斯提出的计划于2026年或2031年将一艘轨道器和一台登陆器发射到金星的太空探测任务。其中：轨道飞行器的主要目标是利用雷达进行观测，着陆器则以金星号系列为蓝本，将在金星表面长时间(≈3小时)运行。金星-D中的“D”代表“dolgozhivushaya”，俄语“持久”的意思。 
金星-D将是俄罗斯联邦发射的首艘金星探测器(早期的“金星号”探测器是属于前苏联发射的)。金星-D作为俄罗斯制造的新一代金星探测器旗舰，将搭载一架最终能在金星恶劣环境下生存时间打破原苏联探测器11⁄2个小时记录的登陆器。金星表面平均温度为摄氏462度(华氏864度)，大气压达到90巴(89个标准大气压；130 磅/平方英尺)，以及含硫酸的腐蚀性二氧化碳云。金星-D将用质子号或安加拉 A5火箭发射升空。

## 启源
2003年，俄罗斯科学院提出的“金星-D”作为科学项目“愿景计划”之一被列入2006-2015年联邦太空项目。2004年确定了任务立项，计划于2013年发射“金星-D”探测器，并在2014年登陆金星表面。在最初构想中，该探测器包括一艘大型轨道飞行器、一颗子卫星、两只探空气球、两台小型着陆器及一台大型长寿型着陆器(≈3小时)。
到2011年，该项任务被推迟到2018年，并缩减至只携带一颗子卫星的轨道飞行器和一艘预计运行时间3小时的登陆器。截止2011年初，金星-D 项目进入开发阶段 A 期(初步设计)。
2011年11月，由于福布斯-土壤号探测器的失事，导致俄罗斯所有行星探索项目被推延(但与欧空局联合开发的火星生物探测项目除外)，该项目的实施被再次推迟至不早于2026年前。
 

### 状况
拉沃契金协会现正主持任务概念架构的开发，可能将搭载美国宇航局的仪器设备。从2018年到2020年，美国航天局和俄罗斯太空研究所(IKI)之间第二阶段研讨活动将继续完善科学项目概念、轨道飞行器和着陆器任务结构并详细审核能解决金星关键的“现场”科考问题的空中平台类型随着该任务概念的发展，将举行更多场研讨会。从发送到金星的总质量来看，最佳发射时机将出现在2029年和2031年。

## 目标
这次任务重点是研究大气层超旋转、地表形成和改变的地质过程、地表物质的矿物和元素组成以及有关地表与大气相互作用的化学过程。
 
轨道飞行器的任务目标是：
- 研究大气层超旋转的动力和性质、辐射平衡和温室效应；
- 描述大气层的热结构、风、热潮汐和太阳锁定结构；
- 测量大气层成分，研究云层结构、成分和微理化特征；
- 研究高层大气、电离层、放电活动、磁层和气体逃逸率。

着陆器的目标是：
- 对地表物质进行化学分析，研究地表元素成分，包括放射性元素；
- 研究地表与大气层的相互作用；
- 调查大气层的结构和化学成分，包括微量气体和稀有气体丰度及同位素比值；
- 对云状气溶胶进行直接化学分析；
- 描述当地不同尺度地貌的地质特征。

## 理论上的科学设备
为实现探测任务的科学目标，研究小组正在评估轨道飞行器所需携带的以下设备：
- 傅里叶变换光谱仪，250–2000 厘米-1λ=5-45微米，Δν=1 厘米-1；
- 紫外成像光谱仪，190–490 纳米，Δʎ=0.3 纳米；
- 毫米辐射计，毫米波辐射计；Ka、V和W波段；
- 紫外-红外成像光谱仪 ；
- 监控摄像机；
- 太阳和恒星掩星光谱仪；
- 红外外差光谱仪；
- 1号无线电设备，轨道飞行器对地面，S和X波段双频掩星；
- 2号无线电设备，地面对轨道飞行器，S和X波段双频掩星；
- GROZA-SAS2-DFM-D，闪电和其他电现象产生的电磁波；
- 3套等离子体设备：1）离子全景能量质量分析仪；2）CAMERA-O、电子光谱仪-ELSPEC、快中子分析仪-FNA；3）高能粒子光谱仪。

着陆器设备
着陆器将携带100-120公斤的设备，其中可能包括：
- 穆斯堡尔谱仪/α粒子X射线光谱仪(APXS)；
- 化学分析包(CAP)：气相色谱仪和质谱仪；
- 气象套件；
- 样品采集、处理、加工。

## 美国宇航局的潜在合作
2014年，俄罗斯科学家曾征询美国宇航局是否有兴趣合作一些执行任务的仪器。为此，2015年美国宇航局成立了“金星-D联合科学定义团队”(JSD)研究团队。金星-D可以搭载一些包括气球、等离子体测量子卫星或安装在着陆器上的长寿型(90天)地面站等在内美国组件，所有可能的合作项目仍在讨论中。
美国宇航局可提供的潜在仪器设备包括拉曼光谱仪和α质子X射线光谱仪(APXS)，此外，美国宇航局正在考虑包括超高压气球、可操纵高空气球、半浮式太阳能飞行器(VAMP)等三种金星大气层机动平台。
太阳能驱动的金星大气机动平台(VAMP)目前正由“诺斯罗普·格鲁曼公司”(Northrop Grumman Corp)开发。一旦搭载在金星-D上，它将能在金星50-62公里高的云层中飞行，现正在将其运行期提升至117个地球日，以便能够完整地监测一整个金星日。它也可携带仪器来观测金星的大气结构、环流、辐射、成分和微量气体种类以及云状气溶胶和未知的紫外线吸收物质。
另一项提议的有效载荷是"长寿型现场太阳系探测器"(LLISSE)，它将使用新型材料和耐热电子器件，能独立运行大约90个地球日，这种持久性设备可进行定期天气数据测量，以更新金星环流模型，并计量近地表大气的化学变化。该装置为约重10千克(22磅)的20厘米(7.9英寸)小立方体，安装有风速/风向传感器、温度传感器、压力传感器和化学多传感器阵列。着陆器可携带两部，一部由电池供电(3000小时)，另一部为风能驱动。

## 另请参阅
- 金星的观察和探索
- 金星现场大气和地球化学探测器 (VISAGE)
- 金星现场地质成分调查 (VICI)
- 金星起源探测器 (VOX)
- 大气层超旋转